# Zone frontière (film)
Pour la bande dessinée, voir Zone frontière.
Pour plus de détails, voir Fiche technique et Distribution.
Zone frontière est un film français réalisé par Jean Gourguet, sorti en 1950.

## Synopsis
Le film se déroule à Lille dans le milieu des contrebandiers opérant à la frontière franco-belge pour passer frauduleusement en France des cigarettes, du tabac, des bas nylon et d'autres produits moins taxés en Belgique.  Une grande partie du film se passe dans le bidonville des Dondaines qui est, en quelque sorte, le camp de base, point de départ d'expéditions d'une bande d'adolescents comprenant une fillette de 7 ans, Zizi, vers la zone frontalière à Tourcoing.
Verkouter joué par Raymond Rignault qui exerce une activité de contrebande accessoire à son métier d'ouvrier dans un garage est incarcéré à la prison de Loos pour avoir blessé un douanier, laissant seules sa femme Marcelle (Suzanne Grey) et ses deux filles, Lucienne, adolescente (Perrette Souplex) et Zizi, fillette de 7 ans (Zizi Saint-Clair). Vers la fin du film Verkourter revient au foyer après sa libération.

## Fiche technique
- Titre : Zone frontière
- Réalisation : Jean Gourguet
- Scénario et dialogues : Jean et Michèle Gourguet
- Photographie : Scarciafico Hugo
- Décors : René Renoux
- Montage : Daniel Lander
- Musique : Émile Noblot
- Société de production : Société Française de Production - Les Films Lutétia
- Tournage : du 16 mai au 7 juillet 1949
- Pays d'origine :  France
- Durée : 92 minutes
- Date de sortie : 
  - France : 5 juillet 1950

## Distribution
- Perrette Souplex : Lucienne
- Suzanne Grey : Marcelle
- André Le Gall
- Alexandre Rignault : Verkouter
- Raymond Galle : Max
- Ginette Lefebvre : Ginette
- Zizi : Zizi
- Francis Vallois : Paulo